# 高崎ヘリポート
高崎ヘリポート（たかさきヘリポート）は、群馬県高崎市にある公共用ヘリポート。
1968年7月10日から供用開始。碓氷川と烏川が合流する付近の河川敷にあり、高崎市街地からも近いが格納庫等の設備はなく、約6キロ離れているが、設備の充実した群馬ヘリポートがあることもあり、常駐機はない。主に防災、医療搬送等に使用されている。

## ヘリポートへのアクセス
鉄道
- 高崎駅西口より徒歩約35分。

路線バス
- 高崎市内循環バスぐるりん少林山線
  - 高崎駅西口 - 神田医院前 - 鼻高町

停留所より徒歩約8分。

自家用車
- 関越自動車道高崎ICより群馬県道27号高崎駒形線、国道354号、国道17号、群馬県道49号藤木高崎線経由、約8km。
- 関越自動車道前橋ICより国道17号、群馬県道49号藤木高崎線経由、約8km。

## ヘリパッド
- ヘリパッドは管理事務所から
約150m離れた碓氷川河川敷に所在